# فلج چشمی بین‌هسته‌ای
فلج چشمی بین‌هسته‌ای به انگلیسی: Internuclear ophthalmoplegia، که به صورت خلاصه، INO نوشته می‌شود، اختلالی در حرکت همزمان دو چشم است که در آن چشم آسیب دیده به سمت محور صورت نزدیک نمی‌شود به عبارت دیگر به سمت داخل صورت یا حرکت بسیار کمی دارد یا اصلاً حرکت نمی‌کند. چشم مقابل می‌تواند به بیرون حرکت کند اما با دودوئک همراه خواهد بود. واگرا بودن مسیر دو چشم در نهایت باعث دوبینی می‌شود. به این معنی که هنگامی که چشم راست بیمار است وقتی فرد به سمت چپ نگاه می‌کند دوتا می‌بیند. هم‌گرایی چشم‌ها عموماً حفظ می‌شود.

## انواع
یک ضایعه در میان‌مغز می‌تواند باعث تغییر در مرکز همگرایی محور دو چشم شود در نتیجه محور چشم‌های فرد واگرا می‌شود که به آن WEBINO گفته می‌شود WEBINO مخفف Wall Eyed Bilateral INO است به این معنی که هر چشم به سوی یکی از دو دیوار روبروی هم نگاه می‌کند.
اگر ضایعه در الیاف طولی ساقه مغز باشد یا در مرکز پل مغز باشد نشانگان یک و نیم (نوعی آسیب در هر دو چشم) اتفاق می‌افتد. در نتیجه همهٔ حرکات افقی هر دو چشم دچار ناهماهنگی می‌شود.

## عوامل
این مشکل می‌تواند در اثر اختلال یا آسیب در «الیاف طولی داخلی» (MLF) ایجاد شود. الیاف طولی داخلی به‌شدت پوشیده از غلاف میلین است و موجب ارتباط بین کمپلکسِ «پی‌پی‌آراف-هستهٔ عصب ششم مغزیِ» سمتِ مقابل، با «هستهٔ عصب سوم مغزیِ» همان سمت می‌گردد که مسئولِ حرکات همجهت چشم‌ها است. در بیماران جوان معمولاً این مشکل در اثر ام‌اس و در افراد پیرتر معمولاً در اثر سکته پدید می‌آید. البته وجود عوامل دیگر در بروز این مشکل دور از انتظار نیست.